# 萬鎡
萬鎡（1470年—16世紀），字仕時，號臺峯，江西南昌府進賢縣人，民籍，明朝政治人物。

## 生平
弘治八年（1495年）乙卯科江西鄉試舉人，正德三年（1508年）戊辰科進士。授鄞縣知縣，任內愛民如子，振興文學，十年（1515年）升山東道監察御史，出為浙江嚴州府知府，嘉靖七年（1528年）任延平府知府。

## 家族
曾祖萬德銓；祖父萬原和，教授；父萬福，成化二十三年進士，知府。母饒氏，封宜人。重慶下。
兄萬仕勝、萬仕魯，弟萬欽、萬銳、萬鏕、萬鐩、萬鏜、萬鎬。其中萬鏜為弘治十八年進士，官至吏部尚書。

## 引用
1. 1 2  康熙《進賢縣志·卷十一·選舉志一》：正德三年戊辰呂柟榜 萬鎡 字仕時，號台峯，福子。弘治乙卯鄉試，授鄞縣，擢御史巡長蘆鹽政，歷嚴州、延平知府。
2. ↑  《明武宗毅皇帝實錄·卷一百二十四》：（正德十年閏四月）甲申實授理刑知縣、楊谷、唐龍、何鰲、萬鎡、成英、李素、王應鵬、吳華，行人何鉞、張文明、孫方，學正袁澤，教諭高鉞俱為監察御史，谷、龍河南道，鉞浙江道，鎡、文明山東道，方陝西道，鰲、澤雲南道，英、素貴州道，應鵬福建道，華廣東道，高鉞廣西道。
3. ↑  光緒《鄞縣志·卷十七·職官表上》：正德（知縣）……萬鎡 字仕時，進賢人，五年任，愛民如子，作興文學，案聞志陞監察御史。
4. ↑  龚延明主编. . 宁波: 宁波出版社. 2016. ISBN 978-7-5526-2320-8. 《天一閣藏明代科舉錄選刊.登科錄》之《正德三年戊辰科進士登科録》